# 116e bataillon de chasseurs alpins
Pour les articles homonymes, voir 116e bataillon.
Le 116e bataillon de chasseurs alpins est une unité de chasseurs alpins de l'Armée française créée en 1915 qui est engagée durant la Première Guerre mondiale.

## Historique

### Création et différentes dénominations
- 18 mai 1915 : formation du 116e bataillon de chasseurs alpins à La Boisse
- 29 mars 1919 : dissolution

### Rattachements
- 157e division d'infanterie d'avril 1915 à mars 1916

### 1915
- Champagne : Saint-Hilaire-le-Grand
- Haute Alsace

### 1916
- Haute Alsace : Schönholtz
- Verdun : Fleury, Fausse Côte, Bezonvaux

### 1917
- Chemin des Dames
- Bataille de Passchendaele : Poesele, Forêt d'Houthulst, Ashoop, Nieuport

### 1918
- Somme : Biaches
- Flandres : Méteren
- Alsace
- Oise : Tricot
- Tilloloy. Beuvraignes. Saint-Quentin.
- Bataille de Guise

## Chefs de corps
- mai-octobre 1915 : chef de bataillon Melchior René Pachon (blessé au combat)[1]
- octobre 1915 : capitaine Rigollier (temporairement)[2]
- octobre 1915 - mars 1919 : chef de bataillon Raoult[3]

## Traditions et décorations du116eBCA
Le bataillon ne dispose pas de son propre drapeau. Il a la garde du drapeau des chasseurs, commun à tous les bataillons de chasseurs français, par exemple du 9 au 22 avril 1916, en juin 1916 ou en mars 1917 .
Le bataillon possède un fanion, qui lui est remis en juillet 1915.
Le bataillon est quatre fois cité à l'ordre de l'armée (croix de guerre avec quatre palmes) de 1916 à 1918. Il reçoit le droit de porter la fourragère aux couleurs de la Médaille militaire le 13 novembre 1918.

## Sources et bibliographie
- Louis-François Raoult, Historique du 116e bataillon de chasseurs alpins : Campagne 1914-1918, Paris, Chapelot, 1920, 12 p., lire en ligne sur Gallica.
- Stéphane Biaggi et Sylvain Gregori, « Un officier corse du 116e BCA dans les tranchées - 1re partie 1915-1916 », Militaria Magazine, no 407,‎ août 2019, p. 18-.
- Stéphane Biaggi et Sylvain Gregori, « Un officier corse du 116e BCA dans les tranchées - 2e partie 1917-1918 », Militaria Magazine, no 413,‎ février 2020, p. 48-.